# El Hachimia
El Hachimia è un comune dell'Algeria, situato nella provincia di Bouira.